# Kalle Blomquist lebt gefährlich (1953)
Kalle Blomquist lebt gefährlich (Originaltitel: Mästerdetektiven och Rasmus) ist ein Kinderfilm von Rolf Husberg nach dem Roman Kalle Blomquist, Eva-Lotta und Rasmus von Astrid Lindgren.

## Handlung
Kalle, Anders und Eva-Lotta beobachten, wie Prof. Rasmusson und sein fünfjähriger Sohn Rasmus entführt werden. Prof. Rasmusson hat ein schusssicheres Leichtmetall erfunden, mit diesem sollen Flugzeuge gebaut werden, durch die kein Schuss mehr gehen kann. Die Ganoven wollten unbedingt an die Papiere gelangen, auf denen die Erfindung beschrieben ist. Eva-Lotta schleicht sich heimlich in das Auto der Entführer und legt eine Spur aus Kuchenkrümeln (in der deutschen Synchronisierung: Schnecken) für Kalle und Anders aus, die ihr in einiger Entfernung mit einem Motorrad folgen.
Eva-Lotta wird von den Entführern gemeinsam mit Rasmus in ein Zimmer eingesperrt. Rasmus erklärt, dass er gerne ein Mitglied der Weißen Rose, eines Geheimbundes von Kalle, Anders und Eva-Lotta, werden möchte. Dafür soll er nichts von der Anwesenheit von Anders und Kalle erzählen, die heimlich mit Eva-Lotta kommunizieren. Um das Leben der Entführten nicht zu gefährden, wenden sich Kalle und Anders nicht an die Polizei, sondern versuchen, alleine zu helfen.
Rasmus freundet sich schon bald mit seinem Entführer Nicke an. Er ist der einzige der Gangster, der nett zu Rasmus und Eva-Lotta ist und ihnen Essen bringt. Der Anführer der Gangster, Peters, hat jedoch schon Pläne für Rasmus. Dieser soll am folgenden Tag mit einem Flugzeug fortgebracht werden.
Rasmus überredet Nicke, ihn und Eva-Lotta schwimmen gehen zu lassen. Eva-Lotta und Rasmus rennen danach weg. Sie treffen auf Kalle und Anders und fliehen gemeinsam mit ihnen in deren Versteck. Dort werden sie von den Gangstern erwischt und zusammen in einen Raum eingeschlossen.
Rasmus bittet unterdessen Nicke, ihm zu helfen, damit er nicht mit dem Flugzeug weggebracht wird. Nicke sagt Peters, dass er nicht mehr bei der Entführung mitmachen will. Peters erklärt, dass Nicke nicht aussteigen kann, und lässt ihn von nun an ständig bewachen.
Kalle, der aus dem Raum entkommen ist, bricht derweil in das Büro der Gangster ein und teilt der Polizei telefonisch mit, wo die Weiße Rose, Prof. Rasmusson und Rasmus sind. Dabei wird er von Peters erwischt und bewusstlos geschlagen. Er wacht in dem Raum bei seinen Freunden auf. Peters nimmt den weinenden Rasmus mit. Kalle, Eva-Lotta und Anders können aus dem Raum entkommen.
Rasmus schreit derweil nach Nicke, der Rasmus befreit und mit diesem flieht. Während die Gauner nach Nicke und Rasmus suchen, sabotiert Kalle das Flugzeug, sodass dieses nicht richtig starten kann. Die Gangster entdecken Nicke und schießen diesen an. Dadurch wird die herannahende Polizei alarmiert. Die Gangster versuchen, mit dem Flugzeug zu verschwinden. Da dieses nicht startet, kann die Polizei den bereits im Flugzeug sitzenden Prof. Rasmusson befreien. Die Gangster werden verhaftet und Nicke kommt ins Krankenhaus. Rasmus wird wenig später Mitglied der Weißen Rose. Nicke gratuliert ihm.

## Besetzung & Synchronisation
| Rolle              | Schauspieler       | Synchronsprecher |
| ------------------ | ------------------ | ---------------- |
| Kalle Blomkvist    | Lars-Erik Lundberg | Wolfgang Condrus |
| Anders Bengtsson   | Peder Dam          |                  |
| Eva-Lotta Lisander | Inger Axö          |                  |
| Björk              | Sigge Fürst        | Werner Peters    |
| Rasmus Rasmusson   | Eskil Dalenius     | Roland Kaiser    |
| Prof. Rasmusson    | Björn Berglund     | Fritz Tillmann   |
| Nicke Karlsson     | Elof Ahrle         | Werner Lieven    |
| Peters             | Ulf Johansson      | Friedrich Joloff |
| Blom               | Birger Åsander     | Helmuth Grube    |
| Stenberg           | Börje Mellvig      | Erich Poremski   |

## Hintergrund
Kalle Blomquist lebt gefährlich wurde in Bogesund in Vaxholm sowie der AB Sandrew-Ateljéerna in Stockholm gefilmt. Der Film wurde am 16. November 1953 in Schweden erstausgestrahlt. Als Vorlage dienten der Roman Kalle Blomquist, Eva-Lotta und Rasmus (Kalle Blomkvist och Rasmus) und Astrid Lindgrens Drehbuch für eine Radio-Hörspielserie aus dem Jahr 1951. In der ersten Version des Drehbuchs sollte Nicke erschossen werden, aber der Hörspielsprecher Eskil Dalenius, der in dem Film später Rasmus verkörperte, fand dieses Ende zu grausam und bat Astrid Lindgren, Nicke am Leben zu lassen. Astrid Lindgren kam dieser Bitte nach.
In Deutschland wurde der Film ab dem 14. August 1955 in den deutschen Kinos gezeigt. Im Dezember 1963 folgte die deutsche Fernsehausstrahlung. Im Mai 1999 wurde der Film auf Video veröffentlicht. Am 21. September 2018 erfolgte die Veröffentlichung auf DVD unter dem Titel: Kalle Blomquist, Rasmus & Co. Auf den beiden DVDs dieser Edition sind außerdem die Filme Kalle Blomquist – sein schwerster Fall, Kalle und das geheimnisvolle Karussell und Rasmus und der Vagabund enthalten.

## Kritik
Zebra Kino findet den Kinderkrimi „richtig spannend“. Es gebe viele lustige Szenen und der Film sei, sowohl für Kinder, als auch für Erwachsene „von Anfang bis zum Ende spannend und unterhaltsam“.
Der Ev. Filmbeobachter glaubt, dass der Film „ein hinreißendes Erlebnis“ sei. Er sei spannend und auch die Darsteller seien sehr gut.
Die TV Today beschreibt Kalle Blomquist lebt gefährlich als spannend und witzig. Auch das Lexikon des internationalen Films glaubt, dass dieser Kinderkrimi witzig und spannend inszeniert worden sei.
Der schwedische Filmkritiker Mauritz Edström findet, dass Kalle Blomquist lebt gefährlich „der beste schwedische Kinderfilm, der je aufgenommen wurde“ sei.